# Beautiful People Beautiful Problems
«Beautiful People Beautiful Problems» es una canción de la cantante y compositora estadounidense Lana Del Rey, proveniente de su quinto álbum de estudio Lust for Life (2017). A principios de julio de 2014 se grabó una maqueta de la canción, misma que fue reelaborada para formar una nueva versión con Stevie Nicks. Del Rey, Nicks, Rick Nowels y Justin Parker escribieron la letra, mientras que Nowels, Del Rey, Parker, Kieron Menzies y Dean Reid se encargaron de la producción.

## Antecedentes y composición
La canción fue registrada en agosto de 2015 como «Beautiful People» con Justin Parker acreditado como coescritor en APRA AMCOS. Durante una entrevista de 2017 con la revista Flaunt, Del Rey declaró que «intercambió» versos con Stevie Nicks y que ambas aparecen en el coro, además de expresar gratitud por trabajar con Nickrs, Del Rey dijo: «Cuando revisé ideas de mujeres que realmente podrían agregar algo a la grabación, ella era a la que seguíamos volviendo». En una entrevista con KRQQ Radio, Del Rey dijo que quería una mujer en el disco y se decidió por Nicks. Del Rey dijo que «ellos [Nowels y Nicks] en realidad comenzaron la pista en Nueva York en Electric Lady Studios, y luego voló y la terminó en nuestro estudio ... fue increíble, es todo lo que esperas que sea. Le encantó la canción y le agregó mucho». El 22 de marzo de 2018, Tyrannosaurus publicó un artículo que revela que la canción, junto con «The Good Life» eran de 2014 y estaban destinados a la película de Tim Burton, Big Eyes. También reveló que la versión original es un comienzo mucho más oscuro, centrado en una relación abusiva. La canción fue escrita por Del Rey, Nicks, Rick Nowels y Justin Parker, mientras que Nowels, Del Rey, Parker, Kieron Menzies y Dean Reid se encargaron de la producción.

## Listas

### Semanales
| Estados Unidos | Billboard Hot Rock Songs | 29 |
| Nueva Zelanda  | New Zealand Heatseekers  | 5  |